# پرهویان
پرهویان (به اسپانیایی: Parhuayane) یک کوه در پرو است که در Peru, Arequipa Region واقع شده‌است. پرهویان ۵٬۱۰۰ متر بالاتر از سطح دریا واقع شده‌است.